# Квадратний ярд
Квадратний ярд (англ. Square yard) — одиниця вимірювання площі в англійській системі мір, використовувана переважно у Великій Британії та США. Визначається як площа квадрату зі сторонами довжиною 1 ярд (3 фути, 36 дюймів, 0,9144 метра). 
1 квадратний ярд дорівнює: 
- 1 296 квадратним дюймам
- 9 квадратним футам
- ≈0,00020661157 акра
- ≈0,000000322830579 квадратної милі
- 836 127,36 квадратним міліметрам
- 8 361,2736 см²
- 0,83612736 м²